# Ekscentričnost orbite
Ekscentričnost u geometriji s pojednostavljeno tumači kao odstupanje od središta. To se svojstvo koristi za putanja nebeskih tijela. 
Ekscentričnost orbite utječe na meteorološke, klimatske i druge pojave na dotičnom nebeskom tijelu. Ekscentričnost orbite je jedan od Milankovićevih ciklusa. Milanković je stvorio preciznu teoriju kako ti ciklusi ekscentričnosti orbite utječu na Zemljinu klimu. Ekscentričnosti orbite planeta Zemlje otišla je od skoro pravilna kruga do blago izdužene elipse. To se zbilo unutar približno 100 000 godina. Zbog te promjene ekscentričnosti utjecalo je to na razlike između godišnjih doba. Zemlja kad je najbliža Suncu, prima najviše njegove topline. Polutka bliža Suncu zimi blagih je zima, a a ona bliža ljeti odnosno toplih ljeta. U razdobljima najveće ekscentričnosti, sezonska je razlika primljene topline 20%. U današnjici je to oko 7%.
Na Marsu utjecaji Milankovićevi ciklusi još su utjecajniji. Mars nema prave atmosfere, niti oceana koji bi ublažavajuće djelovali na krajnje vrijednosti. Rotacijska os znatnije više promjenjuje svoj nagib. Ekscentričnost orbite je mnogo značajnija nego na Zemlji, upadljivo veća.
Zbog ekscentričnosti orbite satelita, događaju se relativistički učinci. To su ubrzanja satelita u okviru teorije relativnosti. Još je relativističkih učinaka, ali su im vrijednosti premale da bi imale utjecaja na satelitsku navigaciju.